# Basic4ppc
Basic4ppc é uma linguagem de programação da Anywhere software para Smartphones e Pocket PC que utilizem o sistema operativo Windows Mobile. A linguagem tem a mesma sintaxe do BASIC, utilizando as vantagens da tecnologia do .NET Framework da Microsoft, permitindo bibliotecas adicionais, RAD e compatibilidade com compiladores .NET. Uma versão especial do IDE permite desenvolver diretamente no dispositivo móvel.

## Histórico de versões
- 1.00 (2005)

- 2.0

- 3.0 (2006)

- 4.0 (2006) - permitia a utilização de bibliotecas externas;

- 5.0 (2007) - Suporte para Smartphones e totalmente nova IDE;

- 6.0 (2007) - otimização da compilação, melhorando a performance nas aplicações compiladas;

- 6.5 (2008) - Suporte a módulos;

- 6.8 (2009) - Suporte automático para diferentes resoluções de ecrã e duas novas coleções de objectos.

- 6.9 (2010)

## Exemplo de código
Pedaço de código que mostra uma caixa de mensagem quando a aplicação inicia:
```
Sub
 
App_Start

    
MsgBox
 
(
"Olá, Mundo!"
)

End
 
Sub

```